# Kazu Yanagidate
Kazu Yanagidate (japanisch 柳舘 知 Yanagidate Kazu; * 23. März 1993 in Saitama, Präfektur Saitama) ist ein japanischer Fußballspieler.

## Karriere
Kazu Yanagidate erlernte das Fußballspielen in der Schulmannschaft der Saitama Sakae High School sowie in der Universitätsmannschaft der Daitō-Bunka-Universität. Seinen ersten Vertrag unterschrieb er 2016 im Kambodscha beim National Defense Ministry FC. Der Verein aus Phnom Penh spielte in der ersten Liga des Landes, der Cambodian League. Mitte 2016 wechselte er zum Ligakonkurrenten CMAC FC nach Kampong Chhnang. Die Saison 2017 stand er beim ebenfalls in der Cambodian League spielenden National Police Commissary FC in Sihanoukville unter Vertrag. Von Februar 2018 bis Juni 2018 spielte der auf den Malediven beim Kuda Henveiru United. Im Juli 2018 ging er in die Mongolei. Hier schloss er sich dem Anduud City FC an. Der Verein aus Ulaanbaatar spielte in der ersten Liga, der National Premier League. Im März 2019 verpflichtete ihn der ebenfalls in der ersten Liga spielende SP Falcons. Im April 2020 zog es ihn nach Laos. Hier unterschrieb er einen Vertrag beim Erstligisten Viengchanh FC in Vientiane. Für Viengchanh stand er elfmal in der ersten Liga auf dem Spielfeld. Im Januar 2021 unterschrieb er einen Vertrag beim Ligakonkurrenten FC Chanthabouly. Für den Verein aus Vientiane bestritt er bis zum Abbruch der Liga zwei Erstligaspiele. Nach der Saison wurde sein Vertrag nicht mehr verlängert und es dauerte bis Ende März, ehe der mongolische Erstligist Khangarid FC den Spieler unter Vertrag nahm. Im Februar 2023 ging er nach Kambodscha, wo er in der Hauptstadt Phnom Penh einen Vertrag beim Erstligisten ISI Dangkor Senchey FC unterschrieb.